# Forkastningsvatnet
Forkastningsvatnet är en sjö i Antarktis. Den ligger i Östantarktis. Norge gör anspråk på området. Forkastningsvatnet ligger 42 meter över havet. Den ligger vid sjön Krokevatnet.